# Wartmannstetten
Wartmannstetten ist eine Marktgemeinde mit 1616 Einwohnern (Stand 1. Jänner 2025) im Bezirk Neunkirchen in Niederösterreich.

## Geografie
Wartmannstetten liegt im Industrieviertel in Niederösterreich. Die Fläche der Marktgemeinde umfasst 21,41 Quadratkilometer. 54,0 Prozent der Fläche sind bewaldet.

### Gemeindegliederung
Das Gemeindegebiet umfasst folgende acht Ortschaften (in Klammern Einwohnerzahl Stand 1. Jänner 2025):
- Diepolz (100)
- Gramatl (107)
- Hafning (142)
- Ramplach (449)
- Straßhof (148)
- Unter-Danegg (93)
- Wartmannstetten (545)
- Weibnitz (32)

Die Gemeinde besteht aus den Katastralgemeinden Diepolz, Hafning, Ramplach, Straßhof, Unterdanegg und Wartmannstetten.

### Eingemeindungen
Eigene Gemeinden bis 1970 waren Hafning, Ramplach, Straßhof und Unterdanegg.

### Nachbargemeinden
| Ternitz                                            | Neunkirchen                                 | Natschbach-Loipersbach      |
| Wimpassing im Schwarzatale Grafenbach-St. Valentin | Kompassrose, die auf Nachbargemeinden zeigt | Scheiblingkirchen-Thernberg |
|                                                    | Warth                                       |                             |

## Geschichte
Im Altertum war das Gebiet Teil der Provinz Noricum.
Wartmannstetten wurde 1192 im „Formbacher Traditionskodex“ erstmals urkundlich erwähnt. Frühgeschichtliche Funde und Ausgrabungen zeigen, dass die Besiedelung im Gemeindegebiet jedoch schon viel weiter zurückreicht. Der Wartmannstetter Heimatforscher Michael Puhr hat u. a. Funde aus der Steinzeit (Feuerbohrer), Bronzezeit (Kupferschmelzöfen und Schmelzpfannen im Tobel bei Hafning), der jüngeren Eisenzeit (Funde von Resten keltischer Siedlungsstellen) und der Römerzeit (Ziegelöfen) dokumentiert. Die Römer betrieben hier einen Goldbergbau.
Übersicht über die ehemaligen Bürgermeister:
- Hafning:
  - 1885–1893 A. Stangl
  - 1894–1905 S. Stangl
  - 1906–1920 J. Stangl
  - 1921–1938 Probst
  - 1938–1945 J. Scherz
  - 1945–1946 Josef Wedl
  - 1 Nacht Foidl
  - 1946–1947 Scherz
  - 1948–1949 J. Kürner
  - 1950–1958 J. Scherz
  - 1958–1970 K. Scherz

- Ramplach:
  - 1850–1858 Jakob Pinkl
  - 1858–1865 Sagmeister
  - 1865–1872 Spieß
  - 1873–1875 Summer
  - 1876–1878 Ranz
  - 1879–1884 Schön
  - 1885–1893 Kramsl
  - 1894–1905 Ringhofer
  - 1906–1917 Buchleitner
  - 1918–1923 Bauer
  - 1924–1933 Kramsel
  - 1934–1938 Pinkl
  - 1938–1945 Posch
  - 1945–1969 Pinkl
  - 1970 Franz Steininger

- Straßhof:
  - 1929–1938 Fr. Rottensteiner
  - 1938–1945 Stückler
  - 1945–1946 Kargl
  - 1946–1950 Rosenbichler
  - 1950–1958 K. Gersthofer
  - 1958–1960 Luef
  - 1960–1968 Pehofer
  - 1968–1969 Vollnhofer
  - 1970 Hubiger

- Unterdanegg:
  - 1913 Gloggnitzer
  - 1914–1918 Spieß
  - 1919–1923 Probst
  - 1923–1932 Kriechenbaum
  - 1932–1946 Hofer
  - 1946–1965 Holzbauer
  - 1965–1970 Posch

Am 1. Jänner 1971 wurden die Gemeinden Hafning, Ramplach, Straßhof und Unterdanegg zu Wartmannstetten eingemeindet.
Mit 24. September 1992 wurde Wartmannstetten das Marktrecht verliehen.

### Bevölkerungsentwicklung
| Wartmannstetten: Einwohnerzahlen von 1869 bis 2025  | Wartmannstetten: Einwohnerzahlen von 1869 bis 2025 | Wartmannstetten: Einwohnerzahlen von 1869 bis 2025 | Wartmannstetten: Einwohnerzahlen von 1869 bis 2025 | Wartmannstetten: Einwohnerzahlen von 1869 bis 2025 |
| --------------------------------------------------- | -------------------------------------------------- | -------------------------------------------------- | -------------------------------------------------- | -------------------------------------------------- |
| Jahr                                                |                                                    |                                                    |                                                    | Einwohner                                          |
| 1869                                                | 1869                                               |                                                    | 1.156                                              | 1.156                                              |
| 1880                                                | 1880                                               |                                                    | 1.241                                              | 1.241                                              |
| 1890                                                | 1890                                               |                                                    | 1.405                                              | 1.405                                              |
| 1900                                                | 1900                                               |                                                    | 1.419                                              | 1.419                                              |
| 1910                                                | 1910                                               |                                                    | 1.489                                              | 1.489                                              |
| 1923                                                | 1923                                               |                                                    | 1.439                                              | 1.439                                              |
| 1934                                                | 1934                                               |                                                    | 1.363                                              | 1.363                                              |
| 1939                                                | 1939                                               |                                                    | 1.305                                              | 1.305                                              |
| 1951                                                | 1951                                               |                                                    | 1.224                                              | 1.224                                              |
| 1961                                                | 1961                                               |                                                    | 1.168                                              | 1.168                                              |
| 1971                                                | 1971                                               |                                                    | 1.214                                              | 1.214                                              |
| 1981                                                | 1981                                               |                                                    | 1.271                                              | 1.271                                              |
| 1991                                                | 1991                                               |                                                    | 1.426                                              | 1.426                                              |
| 2001                                                | 2001                                               |                                                    | 1.675                                              | 1.675                                              |
| 2011                                                | 2011                                               |                                                    | 1.593                                              | 1.593                                              |
| 2021                                                | 2021                                               |                                                    | 1.618                                              | 1.618                                              |
| 2025                                                | 2025                                               |                                                    | 1.616                                              | 1.616                                              |
| Quelle(n): Statistik Austria, Gebietsstand 1.1.2021 |                                                    |                                                    |                                                    |                                                    |

### Religion
Nach den Daten der Volkszählung 2001 sind 85,9 % der Einwohner römisch-katholisch und 2,6 % evangelisch. 2,3 % sind Muslime, 0,1 % gehören orthodoxen Kirchen an. 7,6 % der Bevölkerung haben kein religiöses Bekenntnis.

## Kultur und Sehenswürdigkeiten
- Katholische Marien-Dankes-Kirche Wartmannstetten

## Wirtschaft und Infrastruktur
Nichtlandwirtschaftliche Arbeitsstätten gab es im Jahr 2001 46, land- und forstwirtschaftliche Betriebe nach der Erhebung 1999 93. Die Zahl der Erwerbstätigen am Wohnort betrug nach der Volkszählung 2001 804. Die Erwerbsquote lag 2001 bei 48,89 Prozent.

### Öffentliche Einrichtungen
In Wartmannstetten befinden sich zwei Kindergärten und eine Volksschule.

## Politik

### Gemeinderat
| Der Gemeinderat hat 19 Mitglieder. - Mit den Gemeinderatswahlen in Niederösterreich 1990 hatte der Gemeinderat folgende Verteilung: 15 ÖVP und 4 SPÖ. - Mit den Gemeinderatswahlen in Niederösterreich 1995 hatte der Gemeinderat folgende Verteilung: 13 ÖVP und 6 SPÖ. - Mit den Gemeinderatswahlen in Niederösterreich 2000 hatte der Gemeinderat folgende Verteilung: 13 ÖVP und 6 SPÖ. - Mit den Gemeinderatswahlen in Niederösterreich 2005 hatte der Gemeinderat folgende Verteilung: 14 ÖVP und 5 SPÖ. - Mit den Gemeinderatswahlen in Niederösterreich 2010 hatte der Gemeinderat folgende Verteilung: 15 ÖVP und 4 SPÖ. - Mit den Gemeinderatswahlen in Niederösterreich 2015 hatte der Gemeinderat folgende Verteilung: 16 ÖVP und 3 SPÖ. - Mit den Gemeinderatswahlen in Niederösterreich 2020 hatte der Gemeinderat folgende Verteilung: 15 ÖVP und 4 SPÖ. - Mit den Gemeinderatswahlen in Niederösterreich 2025 hat der Gemeinderat folgende Verteilung: 15 ÖVP und 4 SPÖ. | Die zur Anzeige dieser Grafik verwendete Erweiterung wurde dauerhaft deaktiviert. Wir arbeiten aktuell daran, diese und weitere betroffene Grafiken auf ein neues Format umzustellen. (Mehr dazu) |

### Bürgermeister ab Gemeindezusammenlegung
- 1971–1975 Franz Steininger (ÖVP)
- 1976–2009 Franz Hubinger (ÖVP)
- 2009–2024 Johann Gneihs (ÖVP)
- seit 2024 Martin Scherz (ÖVP)[16]